# Burro (vela)

1. Retranca 8. Burro, também conhecido por Boom Jack

(8)Burro (ou boom jack, ou boom vang,  (US) ou kicking strap (UK) ) é em náutica o cabo ou a peça metálica que impede a retranca de subir e que permite regular a tensão da vela grande (VG).

## Entrada fina
Quando o burro está pouco caçado, pouco tenso, a valuma fica mais solta e a VG enche mais ficando assim com mais saco ou barriga. Quando a barriga está bem atrás a entrada é dita fina e autoriza apenas uma estreita faixa eficiente de ar, o que permite trabalhar com um ângulo mais fechado com o vento e o barco pode orçar mais.

## Abrir
Se vai ao largo ou à popa e com a escota folgada, o burro ajuda-nos a segurar a retranca e não deixar que a vela suba, “abra”.